# Víctor Celorio
Víctor Celorio (Ciudad de México, 27 de julio de 1957) es un inventor, escritor, empresario, y antiguo líder sindical. Vive y trabaja en Gainesville, Florida, Estados Unidos.

## Inventos

### InstaBook
Como inventor, Víctor Celorio ha obtenido varias patentes, entre otras por la tecnología conocida popularmente como Book On Demand, o Libro por Pedido, al igual que otra por la tecnología de Impresión Distribuida en la que un libro electrónico es distribuido entre tantos centros de impresión como sean requeridos para su producción y entrega inmediata, creando así una red muy vasta de librerías y bibliotecas digitales.(US PATENTS 6012890, 6213703, Chinese Patent 97705, Mexican Patent 241092, others). Se le considera uno de los diez inventores latinoamericanos más importantes.
En 2009 fue elegido para dar el discurso de bienvenida a los más de mil estudiantes de Ingeniería de la Universidad de Florida.
Como empresario, Celorio anticipó la llegada de lo que ahora es conocido como internet. En la parte final de los ochenta, creó una red digital de centros de impresión por demanda alrededor de la Ciudad de México. En los noventa, fundó InstaBook, una compañía para comercializar la tecnología que se conocería como Print on Demand o Book on Demand.
En una entrevista publicada en The Seybold Report, escrita por George A. Alexander, (2002) Victor Celorio describió su amor por los libros desde que era un niño. Supo que quería ser escritor desde que tenía 10 años de edad y publicó su primer libro a la edad de 14 años en una revista llamada Al Sur del Sur. Pero al crecer en México, un país famoso por su falta de librerías y bibliotecas, Celorio tenía un hambre permanente de libros. Muchos años después, esa hambre le llevaría a crear la tecnología conocida como Book-on-Demand. Pues los libros que el escribía fueron los que dieron pie a la creación de la Book-on-Demand
Esta tecnología propone que la producción masiva es un concepto en la manufactura.
Es muy interesante hacer notar que la producción masiva como tecnología llegó a ser comprendida cabalmente gracias a la producción de libros.

### Pulmón Cinético
En julio de 2019 Celorio recibió la patente US 10406466, para un sistema montado en un vehículo que utiliza energía cinética para filtrar aire capturando partículas de materia PM2.5, PM10 y gases como el CO2.
En 2018 fundó la Organización sin afán de lucro Pulmón Urbano, AC, para implementar su tecnología en ciudades con aire contaminado. Después de una prueba inicial en León, Gto, en el 2017, en 2019 Pulmón Urbano AC instaló en Mexicali, Baja California, la primera Red de Pulmones Cinéticos en el mundo.
Esa red está compuesta de 300 Pulmones Residenciales, hospedados y operados por voluntarios en sus casas, y 10 Pulmones Solares, alojados por 10 de los colegios y universidades más prestigiosas de la ciudad.
Desde junio la Red de Pulmones Urbanos ha limpiado 3 millones de metros cúbicos al día, para un total de cientos de millones de metros cúbicos de aire contaminado a la fecha, con una reducción efectiva del 35% en la cantidad de partículas PM2.5 y PM10 flotando en el aire de Mexicali a finales de octubre de 2019, como fue reportado en el estudio presentado ante el California Air Resources Board por la Dra. Astrid Calderas, de la organización EconCiencia y Salud, AC
Para verificar los resultados de la limpieza del aire, la fundación sin afán de lucro Pulmón Urbano AC utiliza las lecturas de los monitores de compañías internacionales como PurpleAir and AirVisual para mostrar, en tiempo real, la reducción diaria del aire contaminado conseguido por la Red de Pulmones Urbanos en Mexicali. 
A la fecha, la Red de Pulmones Cinéticos de Mexicali ha limpiado cientos de millones de metros cúbicos de aire y ha reducido a un 17% la contaminación en la ciudad que a principios del 2019 estaba considerada la ciudad más contaminada de México.

## Libros

### The Blue Unicorn
Como autor, Celorio ha publicado seis libros, tanto en español como en inglés. Sus títulos incluyen uno de los primeros libros que fueron distribuidos por el Internet. El libro fue titulado Proyecto México (Blue Unicorn Editions Florida, 1995, ISBN 1-58396-059-7). Este trabajo es un ensayo político publicado en 1995, en el que el autor propone que México, su país de origen, carece de un proyecto de largo alcance como nación. Por lo tanto, todos los remedios políticos a los problemas que afectan a ese país carecerán de un objetivo global y serán siempre de término corto por naturaleza. Así, México como país irá de una solución de término corto a la siguiente solución de término corto hasta que un proyecto verdaderamente nacional sea negociado por todas las partes políticas.
Sus libros incluyen:
- Espejo de Obsidiana, colección de cuentos cortos, 1971, Unión de Escritores Libres Mexicanos, ISBN 1-891355-09-0
- El Unicornio Azul novela, ficción, 1985, Grupp Editorial, ISBN 1-58396-063-5
- Proyecto México, ensayo político, 1995, Blue Unicorn Editions, ISBN 1-58396-059-7
- Blood Relatives, Inglés, ficción, 1997, Blue Unicorn Editions, ISBN 1-891355-66-X
- Twisted Gods, Inglés, ficción,, 1999, Blue Unicorn Editions, ISBN 1-891355-91-0

Celorio acusó al autor de Diana o la cazadora solitaria, Carlos Fuentes, de haber plagiado su novela El unicornio azul (De sirenas y unicornios). Según la demanda presentada por este novelista y poeta ante la Sociedad de Derechos de Autor, Fuentes utilizó «110 citas textuales» de El unicornio azul en su popular obra y las coincidencias incluyen «textos, frases y renglones» en algunas de las cuales «sólo fueron cambiados los nombres de los personajes».
El unicornio azul fue escrita en 1985 y quedó finalista en el Premio Planeta y Janés de novela política de 1988. Sin embargo, y según Celorio, «dichos premios nunca fueron entregados, por lo cual decidí retirar la novela del concurso y regalarla entre mis amigos». Según este autor, «al leer Diana... cuando se publicó (1994) me apercibí de que existían una serie de similitudes extraordinarias». Un estudio comparativo realizado por el doctor en letras Manuel Couto, encontró más de cien similitudes entre ambas obras En 1989 Celorio recibió el premio internacional «Golden Poet Award» otorgado por la Sociedad de Poesía Mundial de Sacramento, California.
Ha declarado Víctor Celorio:
"El plagio literario ha sido históricamente raro en todo el mundo. Por eso cuando ocurre es tan llamativo. A pesar de esta constancia histórica, es de destacar que en México han ocurrido dos casos muy sonados en los últimos años. El de Víctor Celorio contra Carlos Fuentes en los noventa, y recientemente el de Teófilo Huerta Moreno contra José Saramago. En ambos casos Sealtiel Alatriste ha estado involucrado.